# Cho Yeong-Jae
Cho Yeong-Jae (en coreano: 조영재; 15 de enero de 1999) es un deportista surcoreano que compite en tiro, en la modalidad de pistola. Participó en los Juegos Olímpicos de París 2024, obteniendo una medalla de plata en la prueba de pistola rápida de fuego 25 m.

## Palmarés internacional
| Juegos Olímpicos | Juegos Olímpicos | Juegos Olímpicos | Juegos Olímpicos             |
| Año              | Lugar            | Medalla          | Prueba                       |
| ---------------- | ---------------- | ---------------- | ---------------------------- |
| 2024             | París (Francia)  | Medalla de plata | Pistola rápida de fuego 25 m |